# 維納什堡
維納什堡（瑞典語：Vänersborg）是瑞典西约塔兰省维纳什堡市镇的城区，2022年有人口39,904人。維納什堡舉辦了2013年班迪球錦標賽。